# Chiyori Tateno
Chiyori Tateno (jap. 立野 千代里 Tateno Chiyori; ur. 25 czerwca 1970 w Moriguchi) – japońska judoczka. Brązowa medalistka olimpijska z Barcelony.
Zawody w 1992 były jej jedynymi igrzyskami olimpijskimi. Medal zdobyła w wadze lekkiej, do 56 kilogramów. Wywalczyła srebrny medal mistrzostw świata w 1993 i brązowy w 1997. Była srebrną medalistką mistrzostw Azji w 1991 i 1995, brązową w 1996. Czterokrotnie była mistrzynią Japonii seniorów.